# Chori Chori Chupke Chupke
Chory Chory Chupke Chupke es una película de los directores Abbas - Mustan estrenada en 2001. Es conocida ya que generó una gran polémica debido a que fue una de las primeras películas indias de Bollywood en introducir el tema tabú sobre los hijos nacidos de madres de alquiler. Fue uno de los grandes éxitos de Bollywood en el año 2001 y una de las mayores recaudadoras de fondos. Entre el reparto destacan actores como Salman Khan, Rani Mukerji y Preity Zinta

## Banda sonora
La película cuenta con una banda sonora producida por Anu Malik cuyas letras están escritas por Sameer. La banda sonora cuenta con ocho canciones las cuales están recopiladas en el álbum "Chory Chory Chupke Chupke" el cual fue el sexto más vendido del año llegando a vender más de 2,000,000 copias. 

## Premios
Nominaciones:
- Filmfare Mejor actriz de reparto - Preity Zinta
- Bollywood Movie Award - El actor más sensacional - Salman Khan